# حرس مينيسوتا الوطني الجوي
الحرس الوطني الجوي في مينيسوتا (بالإنجليزية: Minnesota Air National Guard)‏ (MN ANG) هو الميليشيا الجوية لولاية مينيسوتا، الولايات المتحدة الأمريكية. إلى جانب الحرس الوطني لجيش مينيسوتا، يعتبر الاثنان من الحرس الوطني في مينيسوتا.
كوحدات مليشيا الدولة، فإن الوحدات الموجودة في الحرس الوطني الجوي لمينيسوتا ليست في سلسلة القيادة العادية للقوات الجوية الأمريكية. يقع المقر الرئيسي للحرس الوطني الجوي في مينيسوتا في سانت بول، وقائدها حاليًا هو اللواء جون جينسين.

## المكونات
يتكون الحرس الوطني الجوي في مينيسوتا من الوحدات الرئيسية التالية:
- 133rd Airlift Wing

تأسست في 17 يناير 1921 (تحت اسم: 109th Observation Squadron)؛ تعمل على: لوكهيد سي-130 هيركوليز
متمركزة في: Minneapolis–Saint Paul Joint Air Reserve Station
اكتسبها: Air Mobility Command
إن الجسر الجوي 133 هو منظمة نقل جوي تحلق فوق الجسر الجوي التكتيكي C-130H Hercules. تشمل عمليات الطيران العادية التدريب على الإسقاط الجوي ومهام النقل.
- 148th Fighter Wing

تأسست في 17 سبتمبر 1948 (تحت اسم: 179th Fighter Squadron)؛ تعمل على: جنرال دايناميكس إف-16 فايتينغ فالكون
متمركزة في: Duluth Air National Guard Base
اكتسبها: Air Combat Command
يوفر الجناح المقاتل رقم 148 دفاعًا جويًا عن البحيرات العظمى الشمالية وفوق ولاية مينيسوتا.